# Rebecca Heyliger
Rebecca Heyliger, född 24 november 1992, är en bermudisk simmare.
Heyliger tävlade för Bermuda vid olympiska sommarspelen 2016 i Rio de Janeiro, där hon blev utslagen i försöksheatet på 50 meter frisim.